# Abbaye de San Martino al Cimino

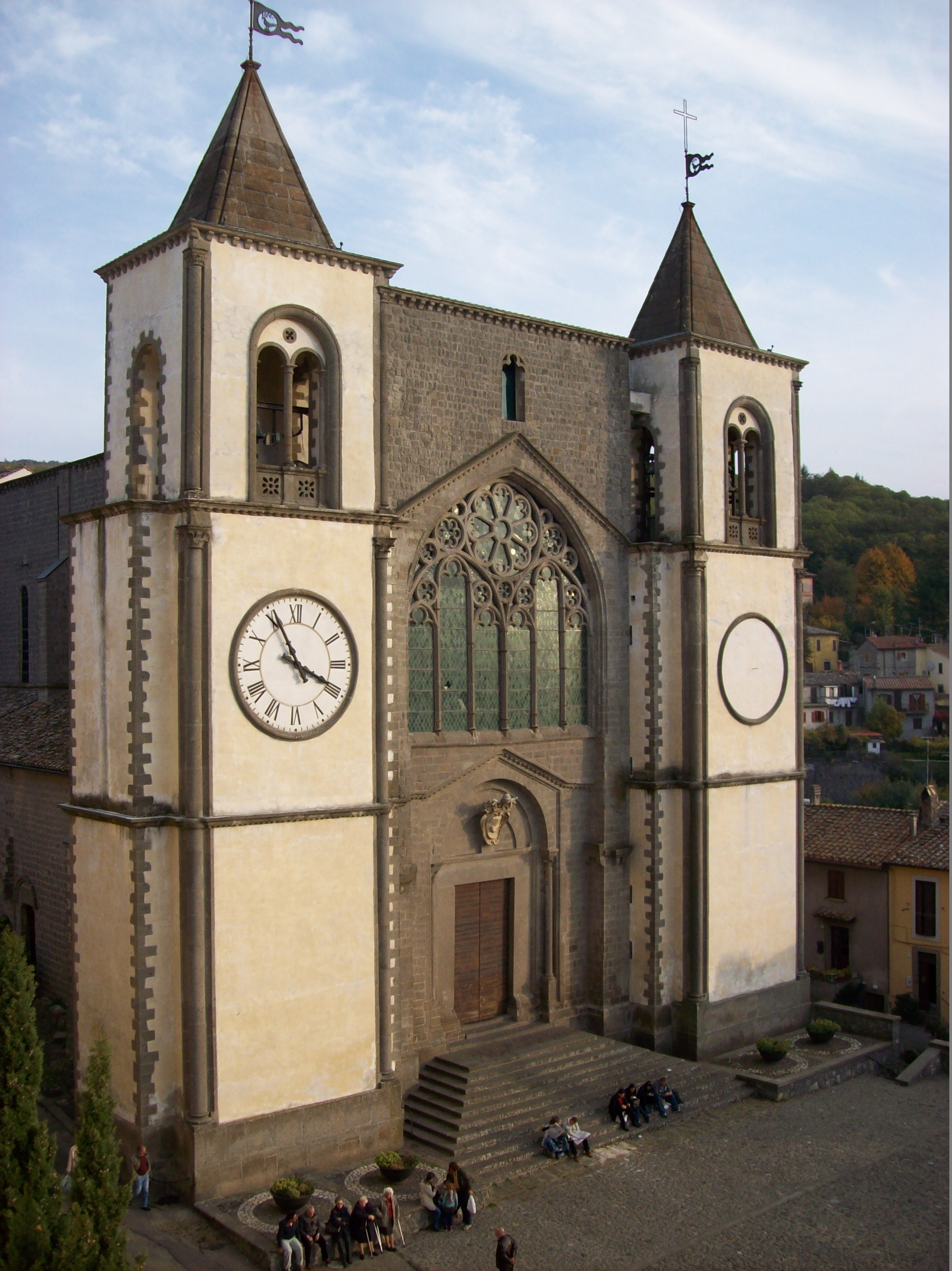
Église abbatiale de San Martino al Cimino.

L’ancienne abbaye de San Martino al Cimino était un monastère cistercien du XIIIe siècle situé au sud de Viterbe, dans le Latium (Italie). Fondé par l’abbaye de Pontigny, il fut fermé en 1564. L’église récupéra son titre abbatial au XVIIe siècle sans que les moines y reviennent. Elle est aujourd’hui l'église paroissiale de San Martino al Cimino (it).

## Histoire

### Abbaye cistercienne
Au début du XIIe siècle des terres dans les monts Cimins (autour du lac de Vico) au sud de Viterbe, sont concédées par le pape Innocent III aux moines de Pontigny avec mission d’y implanter une abbaye qui serait un pôle de développement agricole de la région. 
Les disciples de saint Bernard édifient une abbaye en un temps record. En 1225, l’église est consacrée. Avec la construction du cloître avec sa salle capitulaire et réfectoire, de la bibliothèque, de l’infirmerie, d’un four et d’autres ateliers, le complexe monastique est achevé avant la fin du siècle. 
Cependant l’abbaye n’a pas un développement heureux. Déjà en 1379, par manque de recrutement elle est proche de l’abandon. En 1426 il n’y reste plus que deux moines. L’intérêt personnel qu’y porte Pie II, pape de 1458 à 1464, et de sa famille, les Piccolomini, qui y entreprennent quelques travaux de restauration donne quelques espoirs, mais ils restent sans lendemain. 
En 1564 les derniers moines quittent l’abbaye. Elle est fermée et ses biens sont rattachés au patrimoine du Saint-Siège.  

### Église abbatiale

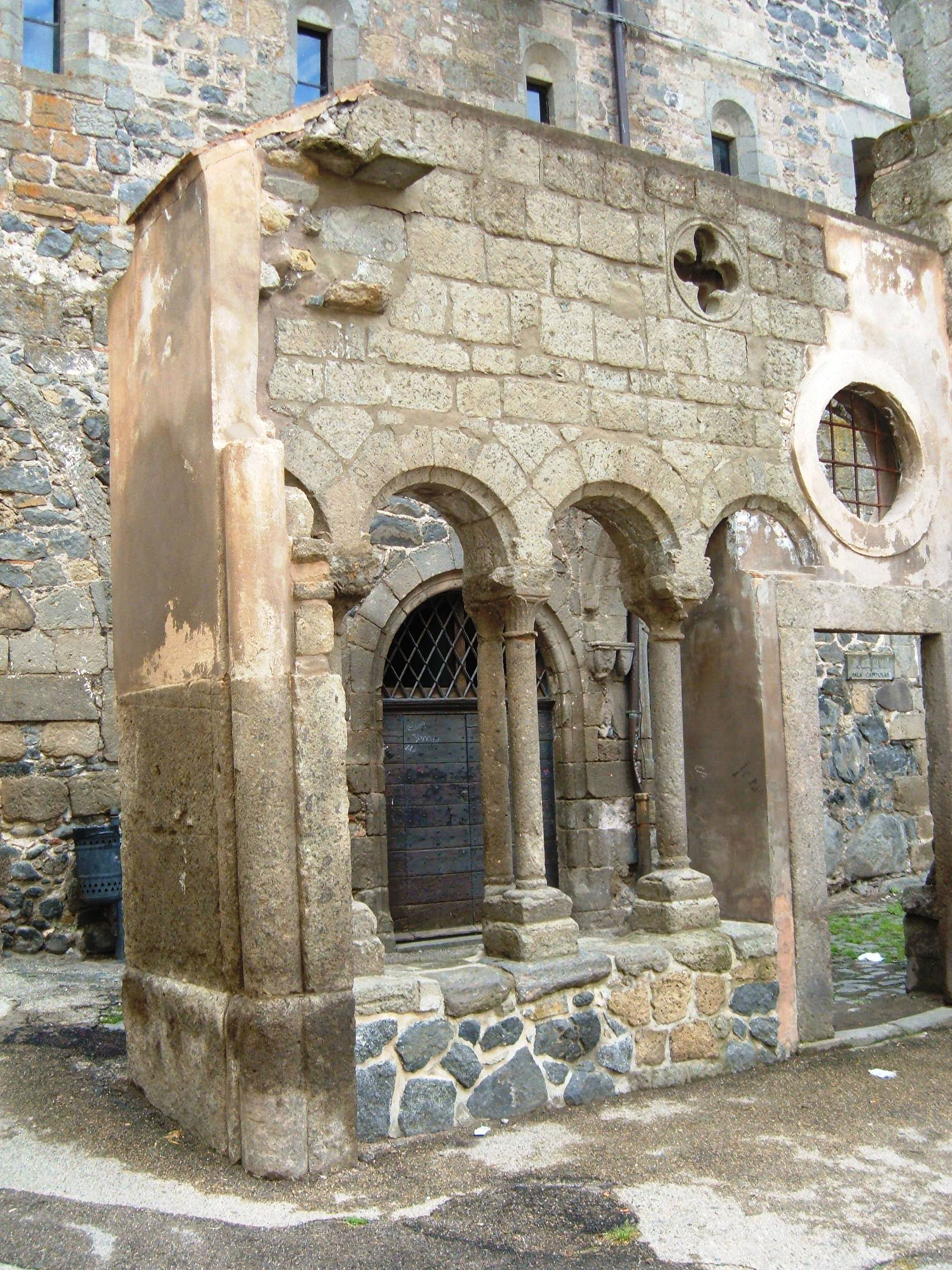
Vestige du cloître monastique.

Un siècle plus tard, avec la famille des Pamphili au pouvoir à Rome et Innocent X sur le siège pontifical, l’église en ruines retrouve une nouvelle vie. Son titre abbatial est rétabli en 1645, (donc indépendante de l’évêché local) et la « terre de San Martino » est cédée à Olimpia Maidalchini (1591-1657), belle-sœur du pape. 
Celle que l’on appelle la « papesse Olimpia » à cause de son influence à la cour papale et auprès d’Innocent X en particulier, prend à cœur de redorer le blason de San Martino. Elle en fait une « principauté » personnelle. Secondée de grands architectes (elle fait venir Borromini de Rome) elle restaure complètement l’église, y ajoutant deux tours en guise de contreforts, construit un palais de grande dimension sur les ruines des structures monastiques et veille également à la reconstruction et réorganisation du bourg, allant de la porte du levant (route vers Rome) à la porte du couchant (sortie vers Viterbe). Les services publics tels que lavoir, four, abattoir, théâtre et place publique de jeu n’y sont pas oubliés. 
Il ne semble pas qu’elle ait eu l’intention de faire appel à des moines. De l’ancienne abbaye cistercienne il ne reste que quelques éléments : la partie absidiale et le transept de l’église, une modeste portion du cloître, et quelques pans de la salle du chapitre et du scriptorium. 
Olimpia Maidalchini meurt de la peste en 1657. Elle est enterrée dans le chœur de « son » église abbatiale de San Martino al Cimino.